# Montefiascone
Montefiascone est une commune italienne d'environ 13 300 habitants, située dans la province de Viterbe, dans la région Latium, en Italie centrale.
Montefiascone est connue pour le vin blanc Est! Est!! Est!!! di Montefiascone.

## Géographie

### Hameaux
Zepponami, Le Mosse

### Communes limitrophes
Bagnoregio, Bolsena, Capodimonte, Gradoli, Marta, San Lorenzo Nuovo, Viterbe

## Personnalité
- Carlo Gaddi
- Egidio Mauri
- Mario Mocenni
- Sante Ranucci (1933-2023), coureur cycliste italien, est né à Montefiascone.
- Livio Trapè (1937-), coureur cycliste, champion olympique à Rome en 1960, est né à Montefiascone.
- Antonella Steni

## Monuments et patrimoine

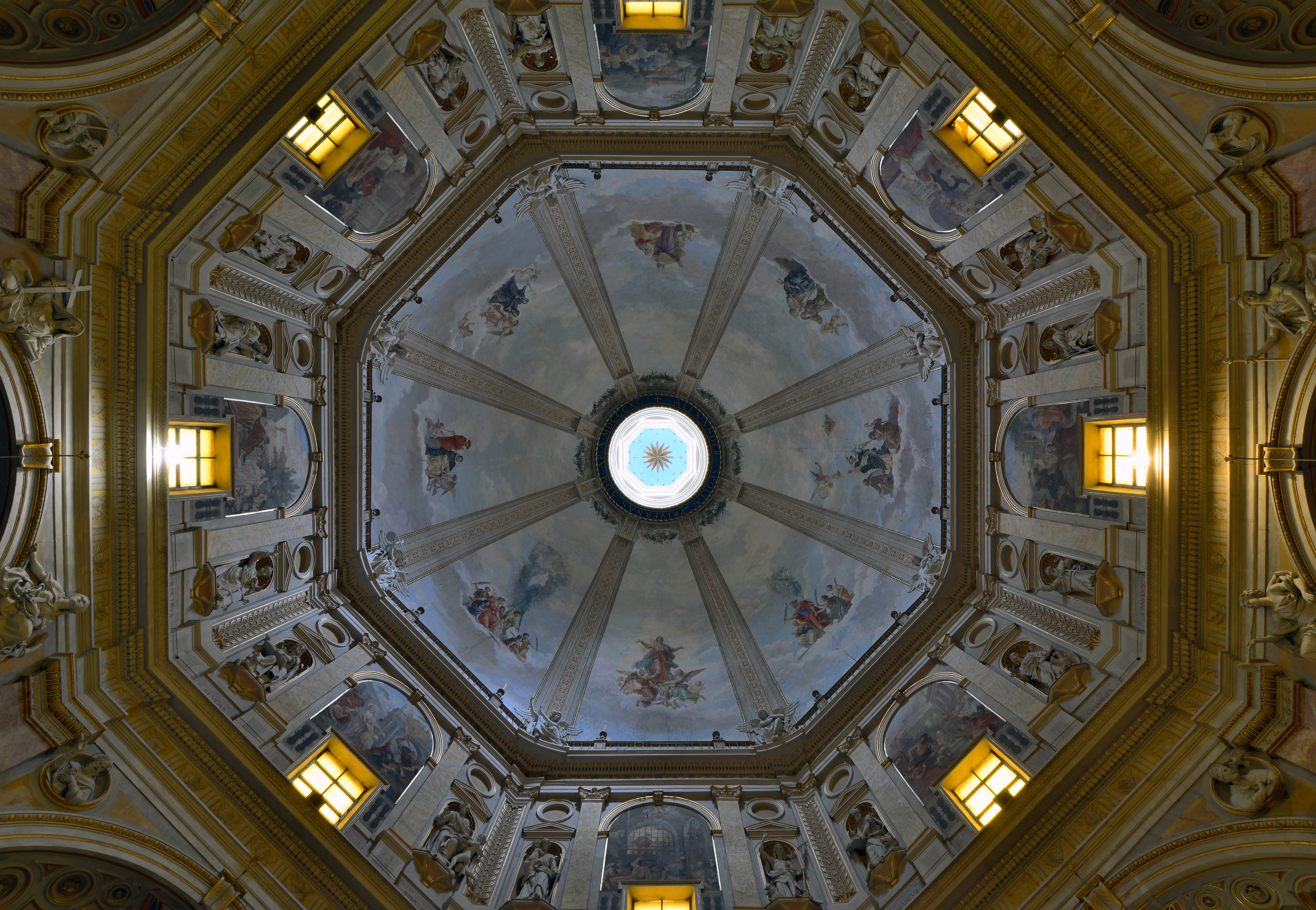
Dôme intérieur de la cathédrale.
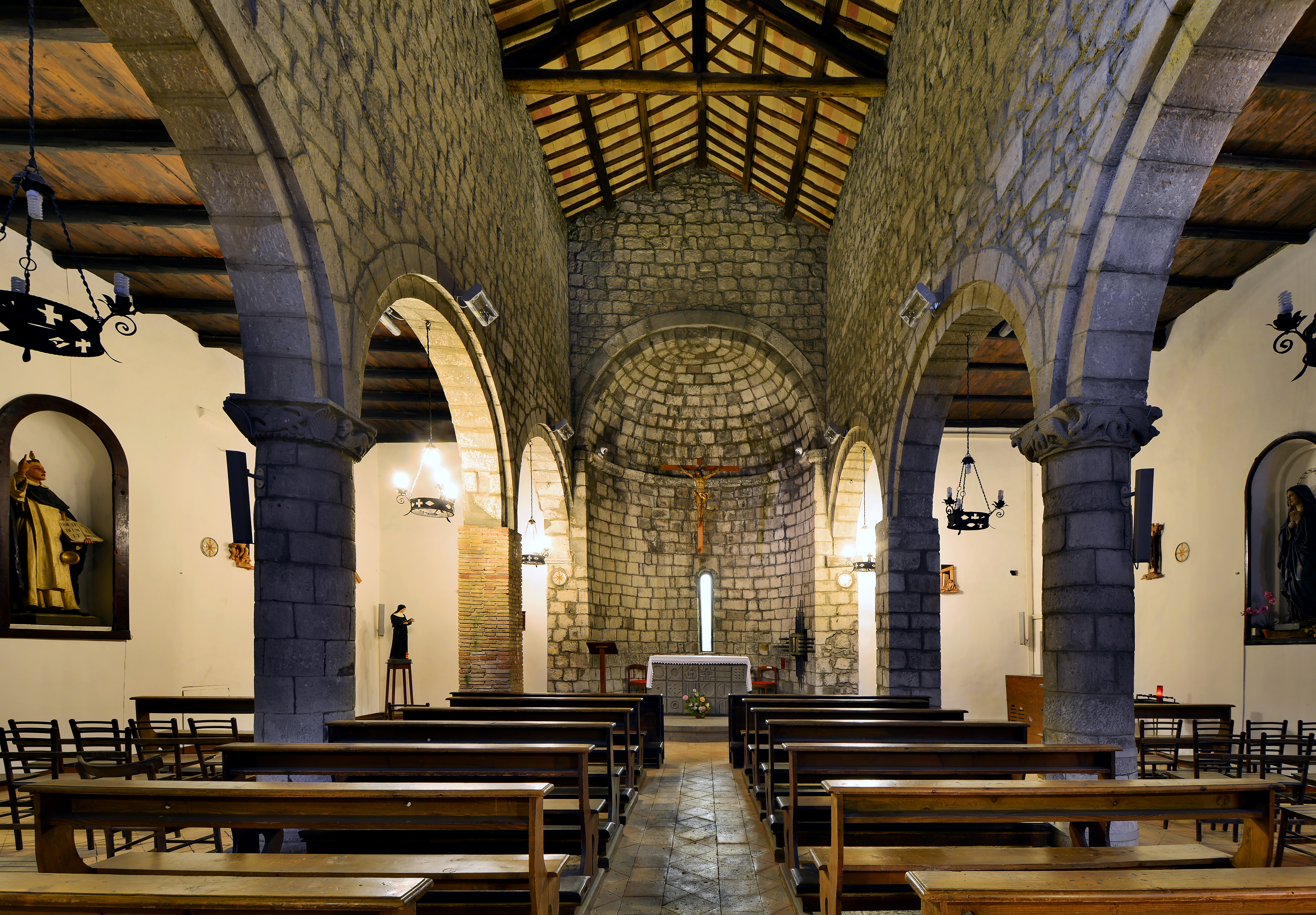
Église Sant'Andrea in Campo.

## Administration
| Période                                  | Période  | Identité         | Étiquette                      | Qualité |
| ---------------------------------------- | -------- | ---------------- | ------------------------------ | ------- |
| 2021                                     | En cours | Giulia De Santis | liste civique de centre gauche |         |
| Les données manquantes sont à compléter. |          |                  |                                |         |